# Holographis virgata
Holographis virgata är en akantusväxtart som först beskrevs av Harvey, George Bentham och Joseph Dalton Hooker, och fick sitt nu gällande namn av Hermano Daniel. Holographis virgata ingår i släktet Holographis och familjen akantusväxter.

## Underarter
Arten delas in i följande underarter:
- H. v. glandulifera
- H. v. virgata
- H. v. palmeri